# Hermila Galindo
Hermila Galindo Acosta (även känd som Hermila Galindo de Topete), född 2 juni 1886 i Ciudad Lerdo, död 18 augusti 1954 i Mexico City, var en mexikansk feminist och författare. Hon var tidigt involverad i många radikala feministiska frågor såsom sex- och samlevnadsundervisning i skolor, kvinnors rösträtt och skilsmässor. Hon var en av de första feministerna som konstaterade att katolicismen i Mexiko hindrade feministiska framsteg och hon var den första kvinnan att kandidera som förtroendevald i Mexiko.